# 金柄憲
金 柄憲（キム・ビョンホン、朝鮮語: 김병헌、1958年 - ）は、韓国の作家・歴史評論家。韓国国史教科書研究所所長、慰安婦法廃止国民運動代表、国史問題研究所理事を務めている。

## 経歴
1958年、慶尚北道で生まれる。幼少期は筆で字を書く芸術が好きだったことと、書道ができるようになり成均館大学校に入学するために漢文勉強を始めた。
成均館大学校漢文学科を卒業後、成均館大学校漢文学科の修士および博士を修了した。成均館大学校講師、京畿大学校講師、独立記念館専門委員を務めていた。その後は韓国国史教科書研究所所長を務めているほか、慰安婦法廃止国民運動代表および国史問題研究所理事もそれぞれ務めている。

## 研究内容と行動
2014年から「国史編纂委員会」「韓国学中央研究院」「韓国教育課程評価院」「EBS韓国史講義」等の問題を提起し、教科書の誤りとされる部分を示している。韓国で常識化する歴史観を韓国の学生向けの教科書に対する修正闘争を繰り広げており、「行動派の学者」とも呼ばれている。
韓国の保守系市民団体「慰安婦法廃止国民行動」の代表の一人であり、2019年から慰安婦問題をめぐる歴史の真実を伝えるために、韓国の慰安婦支援団体「日本軍性奴隷制問題解決のための正義記憶連帯（旧：韓国挺身隊問題対策協議会）」が毎週水曜日にソウルの在大韓民国日本国大使館前で開いている「日本軍『慰安婦』問題解決全国行動（水曜集会）」の中止と大使館前等に設置された慰安婦像の撤去を求める集会を開いている。2022年1月からは李宇衍らと「慰安婦詐欺清算連帯」を結成した上で行っている。

## 著書
- （朝鮮語） 『定山　四字小学』（1996年、太学士）
- （朝鮮語） 『完全マスター漢字能力検定試験』2級〜8級（2004年）
- （朝鮮語） 『華史李觀求の言行録』（2003年、独立記念館）
- （朝鮮語） 『重訂南漢志』（光州文化院、2005年）
- （朝鮮語） 『訳註　爾雅注疏』全6巻（2012年）
- （朝鮮語） 『国役 思齋集』（2016年）
- （朝鮮語） 『国役　村家救急方』（2016年）
- （朝鮮語） 『國史、このまま教えるのか！』（2018年）
- （朝鮮語） 『赤い水曜日　慰安婦運動30年の嘘』（2021年、未来社）[9]
  - 金光英実訳（2022年、文藝春秋） ISBN 9784163916071